# Trump Park Avenue
 (mai 2019).
Si vous disposez d'ouvrages ou d'articles de référence ou si vous connaissez des sites web de qualité traitant du thème abordé ici, merci de compléter l'article en donnant les références utiles à sa vérifiabilité et en les liant à la section « Notes et références ».
Trump Park Avenue est un ancien hôtel gratte-ciel transformé en copropriété résidentielle par Donald Trump. Originellement appelé le Viceroy Hotel, il fut renommé le Cromwell Arms, puis l'Hotel Delmonico.
Il est situé à la frontière sud de Lenox Hill au 502 Park Avenue à Manhattan. Il comporte 120 appartements en copropriété et 8 penthouses répartis sur 32 étages. 
Il a été construit en 1929 et a été conçu par Goldner & Goldner. Le bâtiment a eu de nombreuses utilisations au fil des époques. C'était à l'origine l'hôtel Viceroy mais il a été rebaptisé « Cromwell Arms » puis « Hotel Delmonico ». En 1929 il a été acheté par un investisseur new-yorkais Benjamin Winter Sr.
L'immeuble a été transformé en copropriété en 1974. En 1990, l'investisseur immobilier Sarah Korein l'a reconverti en hôtel avant que Donald Trump ne rachète l’hôtel en 2002 pour 115 millions de dollars. 

## Résidents
- Ivanka Trump et Jared Kushner y habitaient jusqu'en 2016 et leurs installation à Washington.